# Visera (Káma)
A Visera (oroszul: Вишера) folyó Oroszország európai részén, a Permi határterületen; a Káma bal oldali mellékfolyója, a Kámai-víztározóba torkollik.

## Földrajz
Hossza: 415 km, vízgyűjtő területe: 31 200 km², évi közepes vízhozama: 457 m³/sec.
Az Északi-Urál nyugati lejtőin, a Permi határterület északkeleti szélénél ered. Két forrásága közül a jobb oldali Kis-Visera az Armija-hegy északi lábánál kezdődik; a bal oldali Nagy-Visera pedig a manysik által Szaklaimszori-Csahl-nak nevezett hegycsúcs (1128 m) alatt, közvetlenül három régió: a Permi határterület, a Szverdlovszki terület és Komiföld határának találkozásánál.   
Zömmel hegyvidéken, az Északi-Urál fenyvesekkel borított hegyei és előhegyei között folyik. Felső szakaszán, az Ulsz torkolatáig (183 km) dél felé tartó, sebes hegyi folyó. Nyugati irányú középső szakaszán, a Kolva torkolatáig (199 km) már jóval szélesebb völgyben, sok helyen meredek sziklafalak, de egyre alacsonyabb partok között folyik. A Kolva torkolatánál éles kanyarulattal dél felé fordul, az alsó szakaszon a torkolatig (34 km) alföldi folyó, szélessége itt helyenként a 900 m-t is eléri. 
November elejétől április végéig befagy. Tavaszi árvize van, nyáron alacsony vízállás jellemzi. A torkolattól Krasznoviserszkig hajózható.
Jelentősebb bal oldali mellékfolyói között említhető a Velsz (113 km), az Ulsz (89 km), a Jazva (163 km). Legnagyobb, jobb oldali mellékfolyója a Kolva (460 km).

## Települések, nevezetességek
- Felső folyásának 130 km-es szakasza és annak környéke természetvédelmi terület (2412 km²).
- A középső szakasz mentén számos település, főként apró falu található, és itt épült az egyetlen város is, Krasznoviserszk (17 000 fő). Környékén vannak az Urál legnagyobb ismert gyémántkészletei.
- A középső szakasz nevezetessége a Piszmennij Kameny ('írott kő'): a parton 3 km hosszan elnyúló 60–70 m magas sziklafal, melyeken több barlang, régészeti lelőhely mellett mintegy öt-hétezer éves sziklarajzok találhatók.
- Az 1920-as évek második felében a Visera mentén létrehozott munkatáborban raboskodott sok társával együtt Varlam Tyihonovics Salamov. Ottani emlékeit írta meg később Visera, Antiregény című művében.